# كاروماما الأولى
كارعمع أو كاروماما الأولى، هي ملكة مصرية قديمة غير حاكمة أو زوجة ملك عاشت في عهد الأسرة الثانية والعشرين، وهي زوجة الملك أوسركون الثاني.

## عائلتها
على الأرجح كانت الملكة كاروماما الأولى ابنة الملك تاكيلوت الأول، وكانت واحدة من ثلاث زوجات معروفات للملك أوسركون الثاني. أما الزوجتان الأخرتان فهما إستمخب و جد موتس عنخ.
وكانت الملكة كاروماما الأولى أماً لاثنين على الأقل من الأبناء وثلاث من البنات:
- الأمير ششنق (د): وكان كاهناً أكبر للإله بتاح.
- الأمير حورنخت: وهو كاهن آمون في تانيس، ودفن في قبر والده في نفس المدينة، وقد توفي في عمر 8 أو 9 سنوات.[3]
- الأميرة تاشع خبر: وقد كانت زوجة الإله آمون في عهد الملك تاكيلوت الثالث.
- الأميرة كاروماما (ج): التي قد تكون متطابقة مع كاروماما ميريت موت، زوجة الإله آمون.
- الأميرة [تا؟] إيرمر.

## حياتها
تم إنشاء العديد من المباني في عهد الملك أوسركون الثاني، بما في ذلك قاعة الأعياد الضخمة في بوبسطة التي بنيت في العام 22 من حكمهمن الجرانيت الأحمر، وقد زينت نقوش تمثله مع الملكة كاروماما جدرانها. وكانت الملكة كاروماما (المعروفة أيضا باسم كاروماما ب) أيضا ابنة تنتمي للأسرة الملكية، ولكن من غير الواضح الملك الذي كان والدها. كما أنها لم تلقب مطلقاً بلقب الأخت الملكية، ويمكن للمرء أن يفترض أنها لم تكن ابنة تاكيلوت الأول، ولكن عدم وجود لقب أخت الملك ليست قطعياً. والمرشحين الآخرين هم ششنق الثاني أو حورسا إيزيس. وفي نقوش العيد الثلاثيني (السنة 22) يرافقها يناتها الثلاث تاشع خبر (أ)، كاروماما (ج) و [تا] إيرمر.